# Jacques Dallest
Pour les articles homonymes, voir Dallest.
Jacques Dallest, né le 2 mai 1955 à Annecy, est un magistrat français, qui fut successivement juge d'instruction, procureur de la République, puis procureur général dans différents tribunaux, notamment dans les cours d'appel de Chambéry et de Grenoble où il termine sa carrière. Il a également a enseigné pendant de nombreuses années au sein des facultés de droit.
En juillet 2019, le gouvernement lui confie la présidence d'un groupe de travail chargé de réfléchir à l’amélioration du traitement judiciaire des « cold cases » (ou affaires non élucidées). Un rapport est déposé en mars 2021. Parmi les vingt-cinq recommandations formulées, figure notamment la création d'un ou plusieurs pôles judiciaires spécialisés dans les cold cases. Les lois pour la confiance dans l'institution judiciaire en date du 22 décembre 2021 entérine cette proposition en créant un pôle national spécialisé lequel est officiellement en fonction au sein du tribunal judiciaire de Nanterre depuis le 1er mars 2022.
Admis à la retraite et nommé magistrat honoraire, il publie en janvier 2023, un ouvrage dédié au traitement de ces affaires non élucidées.

## Biographie
Jacques Dallest est né à Annecy le 2 mai 1955. Diplômé de l'Institut des Hautes Etudes de la Sécurité Intérieure (devenue IHEMI). Il commence sa carrière de magistrat en 1984.

### Carrière

#### Magistrature
Jacques Dallest est nommé juge d'instruction au tribunal judiciaire de Rodez en 1984, puis au tribunal judiciaire de Lyon en 1987, période durant laquelle l'affaire du viol et du meurtre d'une jeune lycéenne de 17 ans, l'a beaucoup marqué,.
En 1994, il change de fonction car il est nommé Procureur de la République au tribunal judiciaire de Roanne et continuera à exercer cette fonction dans les tribunaux judiciaires d'Ajaccio  et de Bourg-en-Bresse.
Avocat général à la cour d'Appel de Bordeaux entre 2004 et 2008, il reprend ensuite la fonction de Procureur de la république au tribunal judiciaire de Marseille entre 2008 et 2013 et exercera enfin en qualité que Procureur général à la cour d'appel de Chambéry entre mai 2013 et juillet 2016 puis à partir de ce même mois, à la cour d'appel de Grenoble.
Jacques Dallest met officiellement fin à sa carrière de magistrat le 1er juillet 2022. Il est remplacé en septembre de la même année par Christophe Barret au poste de procureur général de la cour d’appel de Grenoble.

#### Enseignement
En tant qu'enseignant, Jacques Dallest a également exercé durant de nombreuses années au sein des facultés de droit de Lyon, Bordeaux et Chambéry, ainsi que dans les Instituts d'études politiques de Lyon et Aix-en-Provence et professeur associé à Sciences-Po Grenoble depuis 2013. Il a dirigé plusieurs sessions de formation continue à l'Ecole nationale de la magistrature (ENM), où il est un intervenant régulier.

### Affaires judiciaires liées à sa carrière
Outre des affaires judiciaires classiques, notamment dans le milieu du grand banditisme, ou des affaires criminelles moins médiatisées, le nom de Jacques Dallest apparait dans six grandes affaires, largement reprises par les grandes chaines de télévisions et de la presse écrite.

#### Assassinat de Claude Érignac
Jacques Dallest était procureur de la République à Ajaccio, lors de l’assassinat du préfet Érignac. Comme lui, il avait été auparavant en poste à Roanne, en 1996, tandis que Claude Érignac avait exercé la fonction de sous-préfet entre 1981 et 1984.

#### Affaire des paillotes
Dans la nuit du 19 au 20 avril 1999, à une heure du matin, un incendie ravage la paillote Chez Francis d'Yves Féraud, construite dans l'illégalité en bord de mer, sur le domaine public maritime, plage de Cala d’Orzu au sud du golfe d'Ajaccio en Corse (France). Le 26 avril 1999, Jacques Dallest, alors le procureur d'Ajaccio, ouvre une information judiciaire que la France entière allait bientôt connaître sous le nom de « l'affaire des paillotes. Cette affaire des paillotes est jugée le 19 novembre 2001 au tribunal correctionnel d'Ajaccio. Bernard Bonnet, considéré comme l'instigateur des faits, est condamné à trois ans de prison, dont un ferme et trois ans de privation de ses droits civiques et civils, peine confirmée en appel en janvier 2003. Jacques Dallest résume cette affaire judiciaire en évoquant « Une justice ordinaire pour une affaire extraordinaire. ».

#### Affaire des prothèses PIP
La société varoise Poly Implant Prothèse (PIP) et son fondateur Jean-Claude Mas  sont au cœur d'un scandale de santé publique depuis la découverte en 2010 de l'origine frauduleuse et dangereuse des produits. Le procès s'ouvre le 17 avril 2013. Le procureur de la République Jacques Dallest réclame « une amende de 100 000 euros ainsi qu'une interdiction définitive d'exercer dans le secteur médical ou sanitaire, ainsi que de gérer une entreprise » pour Jean-Claude Mas, assorties d'une peine de cinq ans de prison ferme. Le 10 décembre 2013, Jean-Claude Mas est finalement condamné à 4 ans d'emprisonnement ferme pour « escroquerie et tromperie aggravée » et 75 000 euros d'amende, ainsi qu'à une « interdiction définitive d'exercer une activité professionnelle en lien avec le monde sanitaire ».

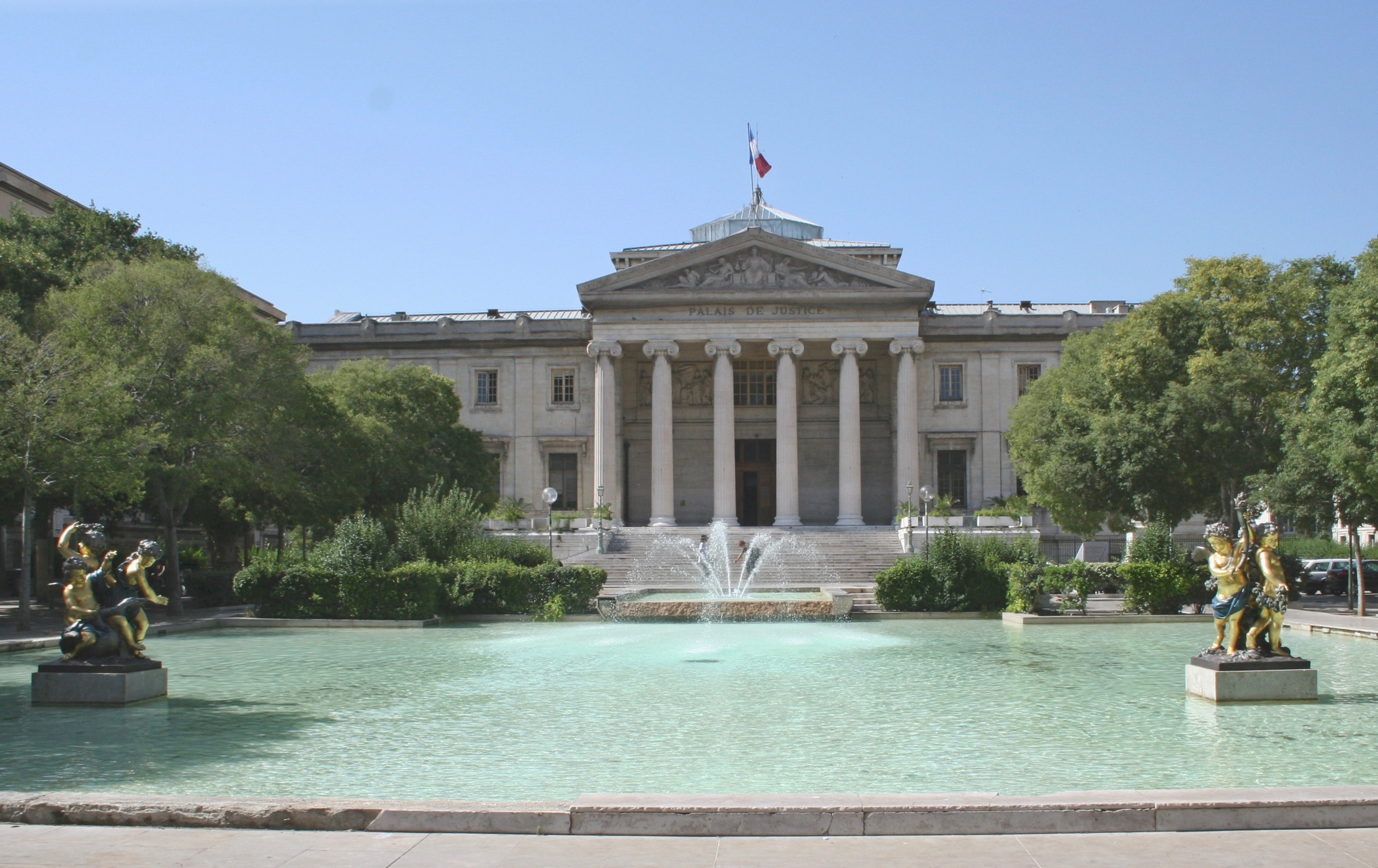
Palais de Justice de Marseille.

#### Affaire Sylvie Andrieux
À la suite d'une affaire de détournements de subventions du conseil régional de Provence-Alpes-Côte d'Azur survenue entre 2005 et 2009, le procureur de la République Jacques Dallest considère que la députée française Sylvie Andrieux, alors qu'elle était conseillère régionale serait intervenue « très concrètement » pour attribuer des subventions à des associations inexistantes et qu'elle serait au centre d'un « clientélisme politique » destiné à une « fidélisation de l'électorat et d'intérêts politiques ». Le 29 mai 2012, elle est renvoyée devant le tribunal correctionnel pour « détournement de fonds publics ». Cette dernière sera reconnue coupable en première instance puis en appel et finira par démissionner de son mandat de député le 8 décembre 2016 tout en bénéficiant d'un aménagement de peine.

#### Affaire Guérini
Cette affaire débute par la réception par Jacques Dallest, toujours en poste au parquet de Marseille, le 2 février 2009, d'une lettre anonyme très détaillée, qui dénonce un « système », notamment autour de la gestion des maisons de retraite et de lits médicalisés dans ces structures, et qui accuse Alexandre Guérini, président (socialiste) du conseil général des Bouches-du-Rhône, de détournement de fonds et de trafic d'influence, avec l'aide de son frère Jean-Noël Guérini. Cette affaire très politisée et fortement médiatisée durera toute la décennie 2010 et aboutira sur le procès d’Alexandre et Jean-Noël Guérini ainsi que de neuf autres prévenus (élus, fonctionnaires territoriaux, dirigeants de sociétés).

#### Affaire Maëlys

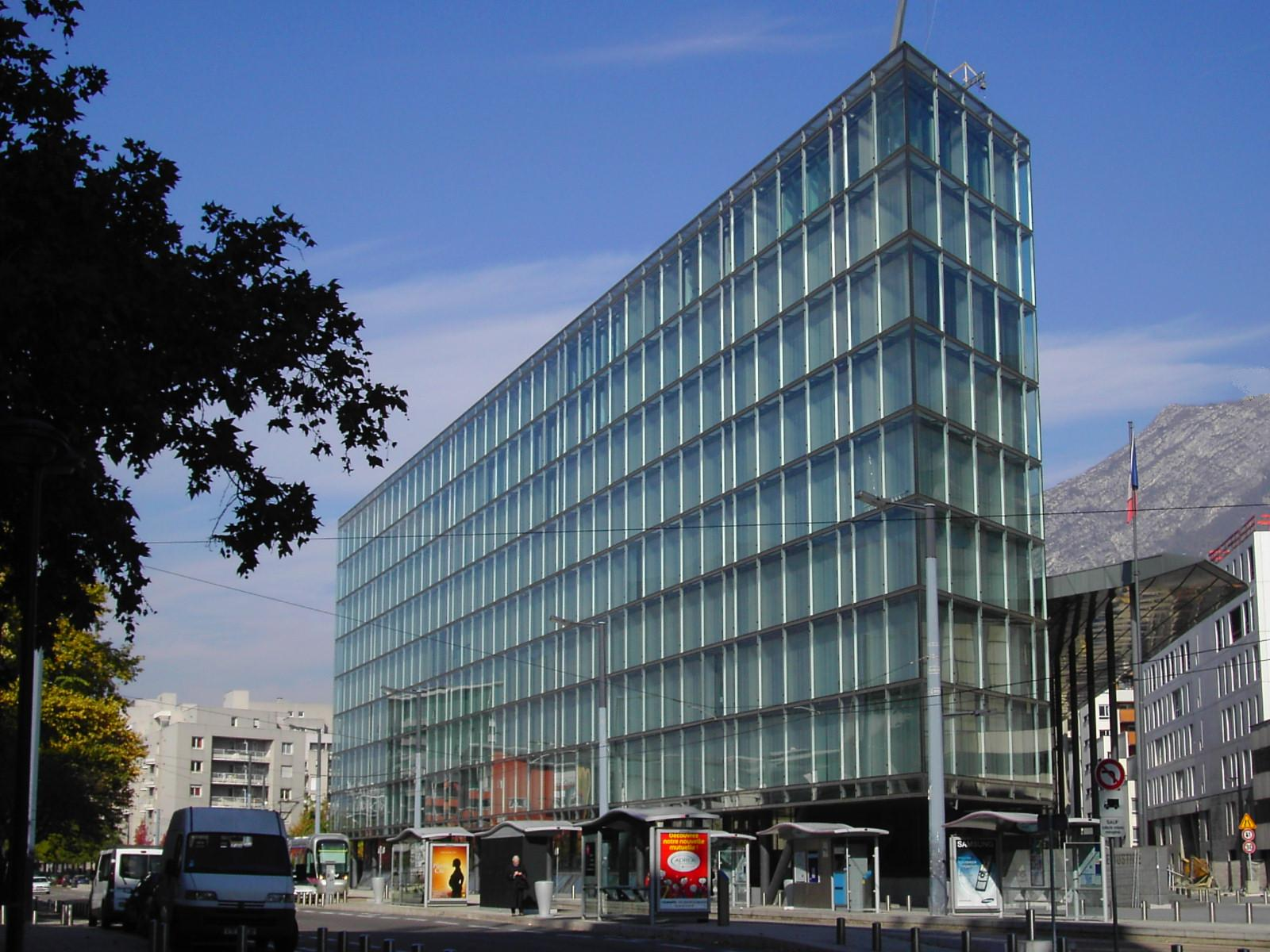
Palais de Justice de Grenoble

Jacques Dallest est le procureur général de Grenoble lors de l'affaire Maëlys, affaire criminelle qui a fait l'objet d'une grande médiatisation en France entre 2017 et 2019. Lors du procès de Nordhal Lelandais qui s'est déroulé entre le 31 janvier au 18 février 2022, ce dernier étant l'unique accusé puis l'unique condamné, le procureur Dallest rappelle durant une interview accordé sur RTL que son « statut professionnel l'obligeait à prendre une certaine distance avec l'accusé ». Nordhal Lelandais a été condamné, quant à lui, à la prison à perpétuité, avec 22 ans de sûreté, les membres du jury de la cour d'assise ayant suivi les recommandations du procureur.

### Engagements

#### Responsabilités en montagne
Durant ses fonctions de procureur général à Chambéry puis à Grenoble, Jacques Dallest s'est particulièrement intéressé à ce qu'il dénomme comme un éventuel « droit pénal de la montagne » et constate que celui-ci n'existe pas car en matière d'accidents de montagne, comme en mer ou ailleurs, c'est la loi générale qui s'applique,.

#### Lutte contre la corruption
Jacques Dallest est un des quatre-vingt-deux magistrats ayant cosigné une tribune, dont le texte est publié en 2012, sur le site du quotidien Le Monde et dans laquelle ils s'alarment de « l'abandon de la lutte contre la grande délinquance financière. ».
Lors de ses cours aux étudiants de Sciences Po et à l’École nationale de la magistrature, de la faculté chambérienne, il conseille « de garder la dimension sociologique et philosophique de la profession ».

#### Traitement judiciaire des crimes non élucidés

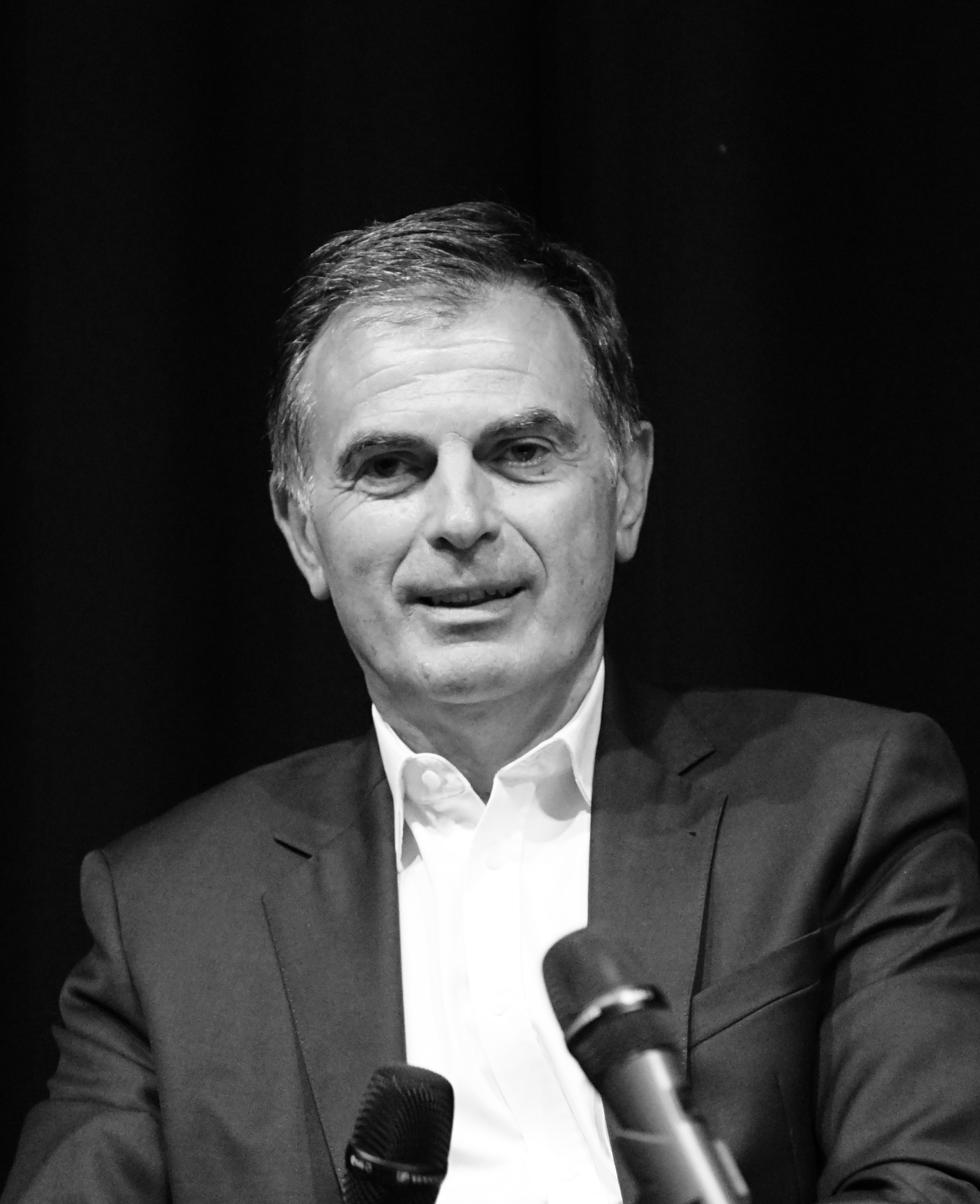
Jacques Dallest en 2019.

Très fortement engagé dans sa volonté de favoriser la résolution des affaires non élucidées depuis de nombreuses années, notamment lorsqu'il était en poste à Marseille entre 2008 et 2013, Jacques Dallest préside en juillet 2019 le groupe de travail qui, en mars 2021, recommande la création d'un pôle dédié aux affaires non élucidées. Ce nouveau pôle national d'investigation est officiellement créé le 1er mars 2022,.
Il travaille ensuite sur un ouvrage dénommé Cold cases un magistrat enquête, préfacé par le ministre de la Justice, Éric Dupond-Moretti en reprenant le thème ces affaires ayant souvent fait l'objet d'un classement sans suite. Selon l'ancien procureur, il est encore possible d'avancer dans des dossiers des années après les faits et précise que « des exemples d'affaires qui ont pu être résolues très longtemps après alors évidemment, le temps qui passe n'est jamais une bonne chose pour une enquête » et précise lors d'une interview sur la station de radio France Bleu qu'il faut savoir que « la justice continue à travailler sur ces dossiers, ne le laisse pas tomber, mets tous les moyens en œuvre pour essayer de progresser et d'identifier l'auteur de ce triste enlèvement, qui peut-être en a commis d'autres. »

## Ouvrages
- La criminalité organisée (ouvrage collectif avec le professeur Pradel), éditions LexiNexis 2012
- Mes homicides, éditions Robert Laffont 2015 et Pocket 2016, 400 pages  (ISBN 978-2221156766)
- Le guide et le procureur, éditions du Mont-Blanc, 2020 (ISBN 978-2365450775)
- L’Épuration, une histoire interdite, éditions du Cerf, 2022 (ISBN 978-2204147583)
- Cold Cases, un magistrat enquête, Mareuil, 2023 (ISBN 978-2372542777)
- Sur les chemins du crime, Mareuil, 2024 (ISBN 978-2372544085).

## Distinctions
- Chevalier de la Légion d'honneur en 2009[1],[29]
- Officier de l'ordre national du Mérite en 2016[30]